# Цзытун
 Цзыту́н (кит. упр. 梓潼, пиньинь Zǐtóng) — уезд городского округа Мяньян провинции Сычуань (КНР).

## История
Уезд Цзытун был образован ещё во времена империи Цинь, и существует уже более 23 веков.
В 1950 году в провинции Сычуань был образован Специальный район Мяньян (绵阳专区), которому, среди прочих, был подчинён и уезд Цзытун. В 1970 году он был преобразован в Округ Мяньян (绵阳地区). В 1985 году округ Мяньян был преобразован в городской округ Мяньян.
Уезд пострадал от толчков 12-16 мая 2008 года. Был уничтожен ряд построек, повреждена инфраструктура, были проблемы с питьевой водой. Также был сильно повреждён храм Цицюйшань, включенный в список национальных исторических памятников Китая.

## Административное деление
Уезд Цзытун делится на 11 посёлков и 21 волость.
Посёлки:
- Вэньчан, 文昌镇, 55 763 жит.
- Чанцин, 长卿镇, 15 195 жит.
- Сюйчжоу, 许州镇, 24 636 жит.
- Лия, 黎雅镇, 15 998 жит.
- Байюнь, 白云镇, 9 490 жит.
- Волун, 卧龙镇, 12 449 жит.
- Гуаньи, 观义镇, 11 160 жит.
- Маньао, 玛瑙镇, 9 553 жит.
- Шиню, 石牛镇, 18 436 жит.
- Цзыцян, 自强镇, 5 913 жит.
- Жэньхэ, 仁和镇, 10 682 жит.

Волости
- Дунши, 东石乡, 7 660 жит.
- Саньцюань, 三泉乡, 5 805 жит.
- Хунжэнь, 宏仁乡, 8 474 жит.
- Сяоя, 小垭乡, 5 757 жит.
- Яньу, 演武乡, 5 698 жит.
- Синьфэн, 仙峰乡, 8 811 жит.
- Шуанбань, 双板乡, 12 337 жит.
- Хуаньлун, 豢龙乡, 6 252 жит.
- Шуанфэн, 双峰乡, 7 234 жит.
- Цзяотай, 交泰乡, 6 293 жит.
- Цзиньлунчан, 金龙场乡, 12 541 жит.
- Шитай, 石台乡, 9 934 жит.
- Сяньэ, 仙鹅乡, 9 450 жит.
- Мамин, 马鸣乡, 11 540 жит.
- Маин, 马迎乡, 6 118 жит.
- Эрдун, 二洞乡, 4 403 жит.
- Цзяньсин, 建兴乡, 5 672 жит.
- Баоши, 宝石乡, 9 480 жит.
- Динюань, 定远乡, 8 810 жит.
- Дасинь, 大新乡, 11 121 жит.
- Вэньсин, 文兴乡, 10 047 жит.

## Исторические памятники
В уезде есть 3 объекта, входящих в список национальных исторических памятников Китая:
- храм Цицюйшань (七曲山大庙)
- башня Лие (李业阙)
- храм Волуншань (卧龙山千佛岩石窟)